# OpenGL
|  | No s'ha de confondre amb OpenCL. |

OpenGL és una especificació estàndard que defineix una API multillenguatge i multiplataforma per a escriure aplicacions que produeixen gràfics 3D. Desenvolupada originalment per Silicon Graphics Incorporated (SGI). OpenGL significa Open Graphics Library, que traduït és "biblioteca de gràfics oberta".
Entre les seves característiques es pot destacar que és multiplataforma (hi ha fins i tot un OpenGL ES per a telèfons mòbils) i que la gestió de la generació de gràfics 2D i 3D per maquinari ofereix al programador una API senzilla, estable i compacta. A més la seva escalabilitat ha permès que no s'hagi estancat el seu desenvolupament i també la creació d'extensions, una sèrie d'afegits sobre les funcionalitats bàsiques, per tal d'aprofitar les creixents evolucions tecnològiques. Es pot ressenyar la inclusió dels GLSL (un llenguatge de shaders propi) com a estàndard en la versió 2.0 d'OpenGL presentada el 10 d'agost de 2004.
En ser multiplataforma podem trobar OpenGL per a moltes plataformes (Linux, Unix, MacOS, Microsoft Windows, etc.). Però a Linux a més trobem la implementació Mesa.
Actualment Dennis McKenna, nomenat CEO de SGI i president a l'inici de l'any, amb l'esperança de salvar l'empresa de la fallida, considera que OpenGL no és una peça clau en el desenvolupament de SGI i està preparat per a vendre'l. Depenent del resultat d'aquesta venda, el futur d'OpenGL està en l'aire.

## Extensions
- GLU
- GLUT
- GLUI

## Llenguatges de programació (bindings)
- Ada: Ada OpenGL 1.1 suport per GL, GLU i GLUT.
- Fortran: f90gl permet l'accés a OpenGL 1.2, GLU 1.2 i GLUT 3.7.
- Java: Per la màquina virtual de java d'esta desenvolupant Java bindings for OpenGL (JOGL) amb llicència BSD.
- Pike: Té accés natiu a la interfície d'OpenGL, a més de GLU i GLUT.
- Python: PyOpenGL és una implementació de codi obert per accedir a OpenGL, GLU i GLUT.
- .NET: Tao és un framework per .NET que inclou OpenGL entre altres llibreries multimèdia.
- Delphi: OpenGL Toolkit Arxivat 2008-03-08 a Wayback Machine..